# Мартис, Антонис
Антонис Мартис (греч. Αντώνης Μάρτης; 8 сентября 2000, Атиену, Ларнака) — кипрский футболист, полузащитник клуба АЕК Ларнака, выступающий в аренде за «Доксу».

## Биография

### Клубная карьера
Уроженец Кипра, Мартис является воспитанником австралийского футбола. В 2016 году он перешёл в юношескую команду датского «Мидтьюлланна», в составе которого дважды становился победителем юношеского чемпионата Дании, однако за основной состав команды не играл. Профессиональную карьеру начал в австралийском клубе «Макартур», куда был отдан в аренду в октябре 2020 года и провёл за команду 23 матча в чемпионате Австралии. В январе 2022 года подписал контракт с кипрским клубом «АЕК Ларнака». Дебютировал за новый клуб 13 апреля в матче Кубка Кипра против «Онисилос Сотира», в котором получил предупреждение. В сентябре того же года был отдан в аренду в клуб «Докса» Катокопиас.

### Карьера в сборной
В начале карьеры вызывался в юношескую сборную Австралии до 16 лет. В 2018 году провёл 6 матчей в составе сборной Кипра до 19 лет.

## Достижения
«Мидтьюлланн»
- Победитель юношеского чемпионата Дании: 2017/18, 2018/19